# Smithfield, West Virginia
Smithfield är en ort i Wetzel County i delstaten West Virginia, USA.